# Атлетик Америка
«Атлетик Америка» (кат. CF Atlètic Amèrica) — андоррский футбольный клуб из Эскальдес-Энгордани, выступающий во втором дивизионе Андорры. Домашние матчи проводит на стадионах Федерации футбола Андорры.

## История
Существует также команда «Атлетик Америка» по футзалу.
В сезоне 2015/16 команда дебютировала во Втором дивизионе Андорры. Главным тренером стал Теодоро Хулио Олортегуи Гуерреро. Первый матч команда провела 13 сентября 2015 года против «Интера» из Эскальдеса. Встреча завершилась поражением «Атлетика» (1:2). Первую победу клуб одержал в 4 туре в игре против «Унио Эспортива Санта-Колома В» (5:1).
Сезон 2017/18 команда завершила на последнем месте, так как команда была снята с турнира по ходу сезона. В сезоне 2019/20 «Атлетик Америка» вернулся в Сегона Дивизио.

## Стадион

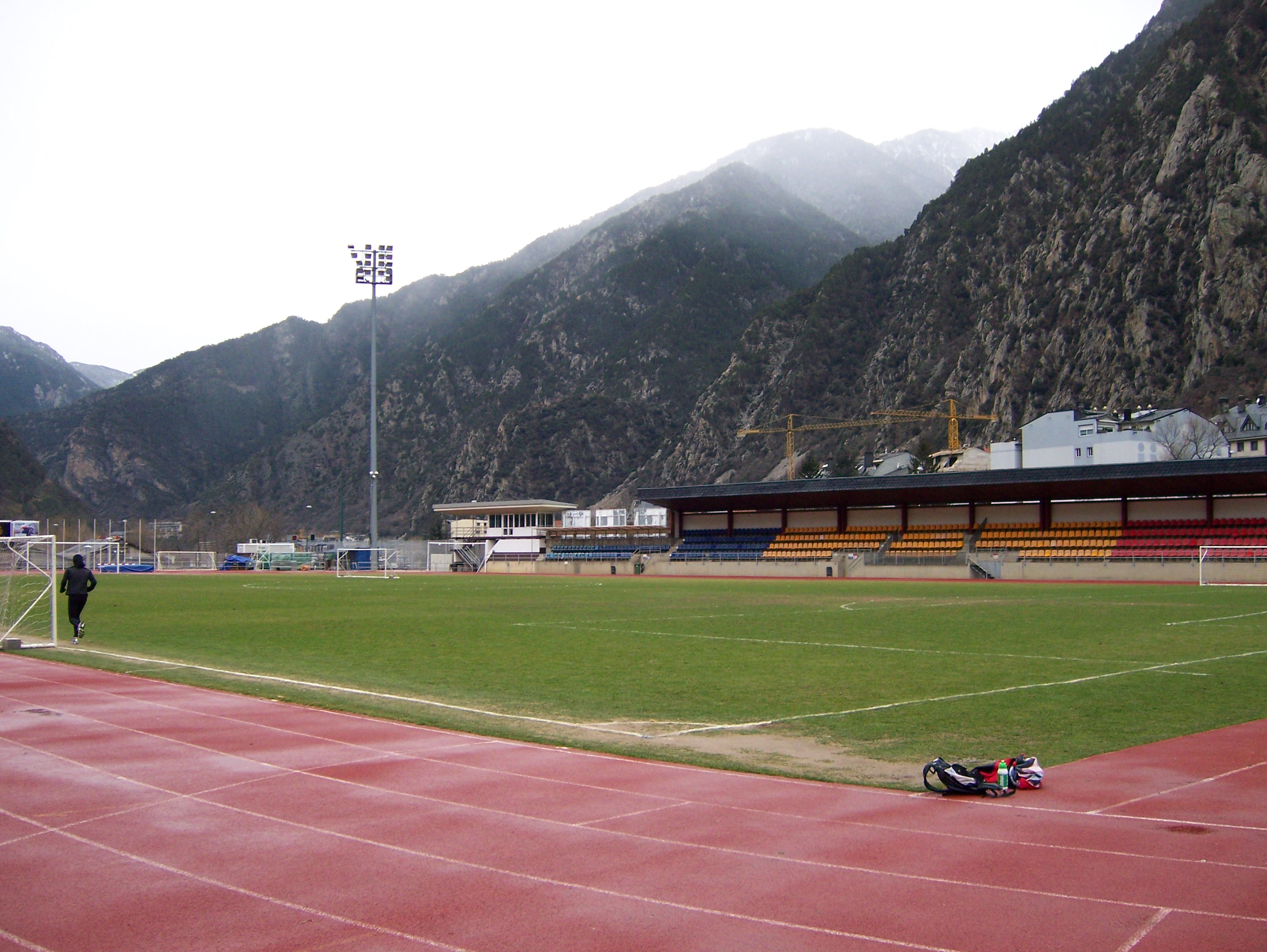
Стадион «Комуналь д’Ашоваль»

Футбольная федерация Андорры проводит матчи Примера и Сегона Дивизио на принадлежащих ей стадионах. Также федерация распределяет стадионы и поля для тренировок для каждой команды. Игры второго дивизиона Андорры проходят на стадионе «Комуналь д’Ашоваль», который расположен на юге Андорры в Сан-Жулиа-де-Лория и вмещает 899 зрителей. Иногда матчи проводятся в приграничном с Андоррой испанском городе Алас-и-Серк, на стадионе «Сентре Эспортиу д'Алас», вмещающем 1500 человек или на тренировочном поле в Ордино.

## Главные тренеры
- Теодоро Хулио Олортегуи Гуерреро (2015—н. в.)[11][12]

## Достижения
- Бронзовый призёр Сегона Дивизио: 2016/17

## Статистика
| Сезон   | Дивизион       | Место в чемпионате | И  | В  | Н | П  | ГЗ | ГП | О  | Кубок Андорры | Примечание     |
| ------- | -------------- | ------------------ | -- | -- | - | -- | -- | -- | -- | ------------- | -------------- |
| 2015/16 | Сегона Дивизио | 7 из 13            | 23 | 8  | 2 | 13 | 52 | 57 | 26 |               |                |
| 2016/17 | Сегона Дивизио | 3 из 10            | 18 | 11 | 4 | 3  | 43 | 22 | 37 | 1/4 финала    |                |
| 2017/18 | Сегона Дивизио | 10 из 10           | 18 | 5  | 1 | 12 | 19 | 48 | 16 |               | Снят с турнира |
| 2019/20 | Сегона Дивизио |                    |    |    |   |    |    |    |    |               |                |